# Distrito de Panjwai
El Distrito de Panjwai (también Panjwaye, Panjwaii, Panjway o Panjwayi) está situado en la Provincia de Kandahar (Afganistán). Se conoce por ser el origen del movimiento talibán. Se encuentra a 20 km de la ciudad de Kandahar. El Distrito tiene fronteras al suroeste con la Provincia de Helmand; al oeste con el Distrito de Maywand; al norte con el Distrito de Khakrez; al este con los Distritos de Arghandab, Kandahar and Daman y al sur con el de Reg. La población del Distrito de Panjwai es de 77,200 personas (2006). La capital es Bazar-e Panjwai, localizada en la parte septentrional de Panjwai. 
El Distrito es también conocido por la Batalla de Panjwai, entre las fuerzas canadienses y las talibán en el marco de la operación "Medusa", en septiembre de 2006. El resultado fue la muerte de 500 insurgentes talibán.
- Datos: Q782087
- Multimedia: Panjwayi District / Q782087